# Midsayap, Cotabato

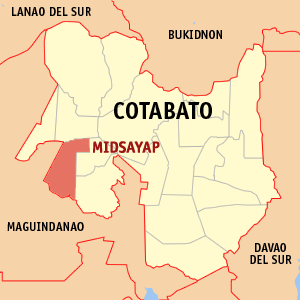
Bản đồ của Cotabato với vị trí của Midsayap

Midsayap là một đô thị hạng 1 ở tỉnh North Cotabato, Philippines. Theo điều tra dân số năm 2000, đô thị này có dân số 105.760 người trong 21.349 hộ.

## Các đơn vị hành chính
Midsayap được chia thành 57 barangay.
| - Agriculture - Anonang - Arizona - Bagumba - Baliki - Bitoka - Bual Norte - Bual Sur - Central Bulanan - Central Glad - Damatulan - Ilbocean - Kadigasan - Kadingilan - Kapinpilan - Central Katingawan - Kimagango - Kiwanan - Kudarangan - Central Labas | - Lagumbingan - Lomopog - Lower Glad - Lower Katingawan - Macasendeg - Malamote - Malingao - Milaya - Mudseng - Nabalawag - Nalin - Nes - Olandang - Patindeguen - Palongoguen - Barangay Poblacion 1 - Barangay Poblacion 2 - Barangay Poblacion 3 - Barangay Poblacion 4 - Barangay Poblacion 5 | - Barangay Poblacion 6 - Barangay Poblacion 7 - Barangay Poblacion 8 - Rangeban - Sadaan - Salunayan - Sambulawan - San Isidro - San Pedro - Santa Cruz - Tugal - Tumbras - Upper Bulanan - Upper Glad I - Upper Glad II - Upper Labas - Villarica |